# Шевченко (село, Великоновосёлковский район)
Шевче́нко (укр. Шевченко) — село на Украине, находится в Великоновосёлковском районе Донецкой области.
Код КОАТУУ — 1421280204. Население по переписи 2001 года составляет 385 человек. Почтовый индекс — 85540. Телефонный код — 6243.

## Адрес местного совета
85540, Донецкая область, Великоновосёлковский район, с. Андреевка, пер. Матросова, 8, 93-5-91